# Beslan Mudranov
Beslan Zaudinovič Mudranov, ruski judoist, * 7. julij 1986, Baksan.
Na Poletnih olimpijskih igrah 2016 v Riju je osvojil zlato medaljo v kategoriji do 60 kg.